# Theretra deserta
Theretra deserta är en fjärilsart som beskrevs av Butler 1877. Theretra deserta ingår i släktet Theretra och familjen svärmare. Inga underarter finns listade i Catalogue of Life.